# Paradoxa Stoicorum
Paradoxa Stoicorum ist der Titel einer kleinen philosophischen Schrift, die der römische Redner Cicero im Frühjahr 46 v. Chr. verfasste. Es ist eine Erörterung einiger der moralphilosophischen Lehrsätze, die von den Anhängern der Stoa als Paradoxa bezeichnet wurden, weil sie „im Widerspruch zum herrschenden Bewusstsein des Durchschnittsmenschen standen“.

## Ciceros Behandlung der Stoa
Cicero befasst sich in seinem umfangreichen Gesamtwerk mehrmals mit der Ethik der Stoiker, wobei er kontroverse Standpunkte einnimmt. In der Rede Pro Murena im Jahr 63 v. Chr. greift er den Stoiker Cato den Jüngeren mit überspitzt formulierten Thesen an. In den Paradoxa Stoicorum stellt er positive Aspekte der Lehre dar. Danach schreibt er in De finibus im Bücherpaar III/IV eine Verteidigung der Lehre, die er Cato dem Jüngeren in den Mund legt und eine Widerlegung durch sich selbst.

## Inhalt

### Prooemium
Cicero widmet das Werk dem Marcus Iunius Brutus. Er würdigt dessen Onkel Cato den Jüngeren als Vertreter der stoischen Lehre und zeigt die Absicht, einige stoische Gedanken so darzustellen, dass sie von der breiten Masse akzeptiert werden, obwohl diese Aussagen Verwunderung und Widerspruch hervorrufen.

### Die Paradoxa
Es ist nicht Ciceros Absicht, eine umfassende Darstellung der Stoa zu bieten. Er hat vielmehr 6 Kernsätze herausgesucht, an denen er seine Beredsamkeit zeigen kann:  
- Nur das Sittliche ist ein Gut
- Niemandem, der die Tugend besitzt, fehlt etwas zum glücklichen Leben
- Verfehlungen sind ebenso einander gleich wie gute Taten
- Jeder Dummkopf ist wahnsinnig
- Nur der Weise ist frei, und jeder Dummkopf ist ein Sklave
- Nur der Weise ist reich

## Erläuterungen
Cicero bringt die griechischen Paradoxa in Bezug zu frührömischen Tugenden. Nur der Weise ist reich wird z. B. bezogen auf den genügsamen Vorfahren Manius Manilius. Das gibt Cicero auch Gelegenheit, luxuriöse Übertreibungen seiner Gegenwart zu tadeln. Durch die gewählten Beispiele verschiebt er die Akzente und mindert das Provokative der Paradoxa. Hatte er in der Rede Pro Murena spöttisch gefragt:
wer ohne Not einen Haushahn töte, fehle nicht mehr als derjenige, der den Vater erdrossele
so stellt er in den Paradoxa der Tötung eines Sklaven die Tötung des Vaters gegenüber, wobei er für die letztere Tat noch ethisch motivierte Sonderfälle heranzieht.

## Nachwirkung und Überlieferung
Die paradoxa stoicorum hatten keine große Nachwirkung. Lediglich kurze Auszüge einiger frühmittelalterlicher Gelehrten wie Alcuin und Rabanus Maurus sind bekannt.
Die frühesten erhaltenen Handschriften sind drei karolingische Manuskripte aus dem 9. Jahrhundert, der Leidener Vossianus Latinus F. 84 (86) und Vindobonensis 189. Das Buch wird hier zusammen mit sieben weiteren philosophischen Schriften Ciceros überliefert.
Die erste gedruckte Ausgabe veröffentlichten Johannes Fust und Peter Schöffer 1465 in Mainz.

## Textausgaben und Übersetzungen
- M. Tullius Cicero: De legibus, paradoxa stoicorum, herausgegeben, übersetzt und erläutert von Rainer Nickel, Düsseldorf 1994
- M. Tullius Cicero: Die politischen Reden, herausgegeben, übersetzt und erläutert von Manfred Fuhrmann, München 1991
- Cicero, On Stoic Good and Evil; De Finibus Bonorum et Malorum III and Paradoxa Stoicorum. Edited with Introduction, Translation and Commentary by Maureen Rosemary Wright. Aris and Phillips 1991, Nachdruck 1994.